# Гай Понтий
Гай Понтий (Gaius Pontius; + 292 пр.н.е.) e самнитски генерал. Той е син на самнитския държавник Херений Понтий и произлиза от gens Понтии (Pontia).
През втората самнитска война 321 пр.н.е. в битката при Каудинийските проходи Гай Понтий побеждава войската на двамата римски консули Тит Ветурий Калвин и Спурий Постумий Албин.
Той е убит 292 пр.н.е. вероятно от генерал Квинт Фабий Максим Рулиан.
Гай Понтий e прародител на Пилат Понтийски, префект на римската провинция Юдея (26-36 г.), който осъжда Исус Христос на смърт.
Той е прародител също така и на римските консули Марк Понтий Сабин, Марк Понтий Лелиан, консул 163 г. и през 166 / 167 г. легат на Долна Мизия и на Понтий Прокул Понтиан.